# Лонготъёган
Лонготъёган (устар. Лонгот-Юган) — река в Приуральском районе Ямало-Ненецкого АО.
Через Харбейскую протоку впадает в Обь.

## Происхождение названия
Гидроним хантыйского происхождения. Лонгх — святые духи, ёхан — река. Река святых духов.

## Описание
Исток реки находится на северном склоне хребта Харбейхой. В верховьях течёт на восток. После впадения реки Немуръёган меняет направление на юго-восточное. После впадения реки Юнъяха поворачивает на юг. Перед устьем направление становится юго-западным, и перед впадением в протоку Нижнюю Хоровинскую на 1 км по левому берегу поворачивает на юг. Длина реки — 200 км, площадь водосборного бассейна — 2830 км².

## Притоки
(км от устья)
- 30 км: река Нядэеган
- 50 км: река без названия
- 60 км: река Юнъяха
- 63 км: река без названия
- 83 км: река без названия
- 85 км: река Косталбей
- 97 км: река без названия
- 114 км: река Яршор
- 150 км: река без названия
- 159 км: река Харчерузь
- 164 км: река Ингилоръёган
- 166 км: река Маруншор
- 168 км: река Немуръёган
- 173 км: река без названия
- 180 км: река без названия

## Данные водного реестра
По данным государственного водного реестра России относится к Нижнеобскому бассейновому округу, водохозяйственный участок реки — Обь от города Салехард и до устья, речной подбассейн реки — бассейны притоков Оби ниже впадения Северной Сосьвы. Речной бассейн реки — (Нижняя) Обь от впадения Иртыша.
Код объекта в государственном водном реестре — 15020300212115300033848.

## Трагедии
21 июля 1970 года во время туристического байдарочного похода на реке Лонготъёган трагически погибла Галина Николаевна Тюрина — советский математик, специалист по алгебраической геометрии, ученица И. Р. Шафаревича.